# Житиње (Подујево)
Житиње (алб. Zhiti) је насељено место у општини Подујево, Косово и Метохија, Република Србија.

## Демографија
| Демографија | Демографија | Демографија |
| Година      | Становника  | Становника  |
| ----------- | ----------- | ----------- |
| 1948.       | 266         |             |
| 1953.       | 305         |             |
| 1961.       | 316         |             |
| 1971.       | 355         |             |
| 1981.       | 370         |             |
| 1991.       | 374         |             |